# 207420 Jehin
207420 Jehin è un asteroide della fascia principale. Scoperto nel 2006, presenta un'orbita caratterizzata da un semiasse maggiore pari a 2,3641863 au e da un'eccentricità di 0,1570313, inclinata di 2,42070° rispetto all'eclittica.